# マハーバード
マハーバード（ペルシア語: مهاباد、Mahābād）は、イラン北西部の西アーザルバーイジャーン州にある都市で、オルーミーイェ湖の南、標高 1302mの谷合に位置する。トルコ、イラク、ロシア国境との距離も近く交易都市として繁栄してきた。

## 概要
人口は20万人前後で大半はクルド人である。クルド人は独立志向が強く、1946年には短期間であるもののソビエト連邦の後ろ盾でマハーバード共和国を建国。マハーバードが首都になった歴史もあるが、その都度、イラン政府から弾圧に遭ってきた。
クルド人は、1970年代に自治権の獲得を目指して1978年のイラン革命に同調。しかし、新たなホメイニ政権はクルド人政党であるイラン・クルディスタン民主党を非合法化して弾圧した。クルド人側はマハーバードを占拠して対抗したが、イラン政府は軍と革命防衛隊をマハーバードに送り込み、1979年9月上旬には軍とクルド人との間で市街戦が展開された。政府側は戦闘に勝利して市内の支配権を確保したが、その後もクルド側の抵抗は続き、同年10月12日には警察署が襲撃され、署長ら4人が殺害される事件も起きた。